# Mårten Johan Lindfors
Mårten Johan Lindfors, född 25 september 1800 i Borgå, död 12 januari 1869 i Kuopio, var en finländsk läkare.
Lindfors studerade veterinärmedicin och blev 1829 lärare för veterinärstuderande inom Collegium medicum. Efter att ha blivit medicine doktor 1832 var han provinsialläkare i Kuopio 1836–1847 och i Pielisjärvi 1860–1866. Han arbetade 1847–1855 även som finsklärare i Kuopio gymnasium. Han tillhörde Lördagssällskapet, där han bland annat stod för de initiativ som ledde till grundandet av Finska litteratursällskapet och Helsingfors lyceum. Han var känd som en livlig debattör och kallades av Johan Ludvig Runeberg "ångpannan" inom sällskapet. Han korresponderade senare flitigt med sina vänner inom Lördagssällskapet och uttalade sig i sina brev om många aktuella frågor.